# Tempi duri per i vampiri
Tempi duri per i vampiri è un film del 1959 diretto da Steno.
Si tratta di una commedia horror, parodia dei film di vampiri, genere che era culminato l'anno precedente con la distribuzione internazionale di Dracula il vampiro (1958) diretto da Terence Fisher, prodotto dalla Hammer Film ed interpretato dallo stesso Christopher Lee.
Da notare che la trovata del castellano spiantato era già presente sia nel non-fantastico Non me lo dire! (1940) di Mario Mattoli, interpretato da Erminio Macario - di cui Steno era stato uno degli sceneggiatori ed autori del soggetto - sia nel fantasy-romantico Incanto di mezzanotte (1940) di Mario Baffico.

## Trama
Il barone Osvaldo Lambertenghi è costretto a vendere il suo castello avito per debiti. Il maniero viene trasformato ingloriosamente in un frivolo hotel e a Osvaldo viene concesso di continuare a viverci lavorando in qualità di facchino. Ma un giorno Osvaldo riceve la visita di suo zio Roderico, che si rivela essere un vero vampiro. Osvaldo cerca di avvertire di ciò i vari ospiti dell'hotel, con l'unico risultato di essere preso per matto. Morso dallo zio, anche Osvaldo farà stragi di donzelle che, improvvisamente, lo troveranno irresistibile e seducente. Ma solo l'unica che lo ama veramente, Lellina, riuscirà a liberarlo dalla maledizione. Nel finale lo zio tornerà a casa, intenzionato, d'ora in avanti, a gustare più il sesso che il sangue.

## Produzione

### Riprese
Il film è stato girato in gran parte presso l'Hotel dei Castelli di Sestri Levante.

## Colonna sonora
La musica del film è opera di Renato Rascel e Armando Trovajoli. Sui titoli di coda viene eseguita la canzone Dracula cha-cha-cha, di Bruno Brighetti e Bruno Martino. Ma ancor meglio della versione di Rascel, ottennero il consenso del pubblico quelle di Marino Marini e soprattutto di Bruno Martino. Nel 1960, grazie alla traduzione di Fernand Bonifay, Henri Salvador lanciò il brano anche in Francia.

## Accoglienza

### Incassi
Tempi duri per i vampiri incassò un totale di 385 milioni di lire al botteghino italiano.